# Odontonia plurellicola
Odontonia plurellicola (лат.) — вид морских креветок из семейства Palaemonidae. Обитают в тропических водах, в западной части Тихого океана у берегов Индонезии. Обнаружена внутри колониальной асцидии Plurella sp. Охранный статус Odontonia plurellicola не оценён, промыслового значения данный вид не имеет.